# Margaret Rose Keil
Margaret Rose Keil (Berlino, 7 luglio 1945) è un'attrice tedesca naturalizzata italiana.

## Biografia
Ha avuto un periodo di notorietà in Italia a partire dagli anni sessanta soprattutto come interprete di fotoromanzi della Lancio e come testimonial dell'aperitivo Punt e Mes (prodotto dalla Carpano), che pubblicizzò nella rubrica televisiva Carosello, girando a partire dal 1964 diverse serie di short-film (rimasti celebri sia per il raffinato plot, di intonazione romantica, di cui fu autore - e regista - Luciano Emmer, sia per l'indovinatissimo jingle, cantato da Nicola Arigliano). La sua carriera si è protratta fino ai primi anni ottanta.
Accreditata talvolta come Margaret Keil, Margareth Rose Keil e Margaret Rose. La sua filmografia consta di una trentina di titoli, prevalentemente da collegarsi a b-movie di genere horror, peplum, fantascientifico, poliziottesco, spaghetti western, musicarello, sexploitation e della commedia erotica all'italiana. Nelle distribuzioni italiane è stata doppiata, fra l'altro, dalle doppiatrici Laura Gianoli e Annarosa Garatti.

## Filmografia
- I magnifici tre, regia di Giorgio Simonelli (1961)
- La ragazza di mille mesi, regia di Steno (1961)
- Totò di notte n. 1, regia di Mario Amendola (1962)
- Le prigioniere dell'isola del diavolo, regia di Domenico Paolella (1962)
- That Kind of Girl, regia di Gerry O'Hara (1963)
- Siciliani, episodio di Gli imbroglioni, regia di Lucio Fulci (1963)
- ...e la donna creò l'uomo, regia di Camillo Mastrocinque (1964)
- Panic Button... Operazione fisco! (Panic Button), regia di George Sherman e Giuliano Carnimeo (1964)
- I marziani hanno 12 mani, regia di Castellano e Pipolo (1964)
- Agente Jo Walker - Operazione Estremo Oriente (Kommissar X - In den Klauen des goldenen Drachen), regia di Gianfranco Parolini (1966)
- Addio mamma, regia di Mario Amendola (1967)
- La più bella coppia del mondo, regia di Camillo Mastrocinque (1968)
- Il ritorno del gladiatore più forte del mondo, regia di Bitto Albertini (1971)
- Roma bene, regia di Carlo Lizzani (1971)
- I due pezzi da 90, regia di Osvaldo Civirani (1971)
- ...e lo chiamarono Spirito Santo, regia di Roberto Mauri (1971)
- Decameroticus, regia di Pier Giorgio Ferretti (1972)
- Il Decamerone proibito, regia di Carlo Infascelli e Antonio Racioppi (1972)
- Io monaca... per tre carogne e sette peccatrici, regia di Ernst Ritter von Theumer (1972)
- Le mille e una notte... e un'altra ancora!, regia di Enrico Bomba (1972)
- Metti... che ti rompo il muso, regia di Giuseppe Vari (1973)
- Elena sì... ma di Troia, regia di Alfonso Brescia (1973)
- Quando i califfi avevano le corna, regia di Amasi Damiani (1973)
- Novelle licenziose di vergini vogliose, regia di Joe D'Amato (1973)
- Fra' Tazio da Velletri, regia di Romano Scandariato (1973)
- Metti lo diavolo tuo ne lo mio inferno, regia di Bitto Albertini (1973)
- Zelda, regia di Alberto Cavallone (1974)
- Ein echter Hausfrauenfreund, regia di Kurt Nachmann (1975)
- La polizia brancola nel buio, regia di Elio Palumbo (1975)
- Scusi Eminenza... posso sposarmi?, regia di Salvatore Bugnatelli (1975)
- La missione del mandrillo, regia di Guido Zurli (1975)
- Febbre a 40!, regia di Marius Mattei (1980)
- Arrivano i gatti, regia di Carlo Vanzina (1980)
- Giochi erotici nella terza galassia, regia di Bitto Albertini (1981)

## Fotoromanzi
Keil ha interpretato sedici fotoromanzi Lancio nel periodo che va dal 1968 al 1970, con un'appendice nel 1977. In sette di essi è apparsa come protagonista:
- La vita appesa a un filo
- Ombre sotto la luna (testata: Jacques Douglas)
- La vita appesa a un filo (Jacques Douglas)
- Si muore solo tre volte (testata: Lucky Martin)
- Brindisi per un assassinio (Lucky Martin)
- Quando si muore per amore
- Triangolo d'amore
- L'amore è ombra l'amore è luce